# Грушка (Голованівський район)
Гру́шка — село в Благовіщенській громаді Голованівського району Кіровоградської області України. Колишній центр Грушківської сільської ради.
Населення на 2025 рік становить 1193 особи.

## Історія
Засноване у ХІХ ст. За місцевою легендою, чумаки, що цими місцями їздили в Крим по сіль, зупинившись на місці сучасного села, посадили грушу, а з часом викопали криницю.

## Населення
Згідно з переписом УРСР 1989 року чисельність наявного населення села становила 1758 осіб, з яких 803 чоловіки та 955 жінок.
За переписом населення України 2001 року в селі мешкала 1531 особа.

### Мова
Розподіл населення за рідною мовою за даними перепису 2001 року:
| Мова       | Відсоток |
| ---------- | -------- |
| українська | 98,70 %  |
| російська  | 0,91 %   |
| молдовська | 0,26 %   |
| вірменська | 0,13 %   |

## Мешканці
- У 1975 році Грушківську середню школу закінчив Червоній Василь Михайлович, згодом політичний діяч.

- Мешканцем села був Валерій Олійник, вбитий 16 червня 2009 року в околицях Голованівська. У його вбивстві був звинувачений народний депутат України Віктор Лозінський, який став фігурантом резонансної судової справи.

- У селі народився Гаврилюк Володимир Петрович (1941—2014) — металург, доктор технічних наук, член-кореспондент НАН України.

- Уродженцем села є Герой Радянського Союзу генерал-майор Логвин Червоній (1902—1980).

- У селі народилась Гурбанська Антоніна Іванівна (* 1958) — український літературознавець.

## Транспорт
Вузькоколійна залізниця Голованівськ — Гайворон —
Бершадь — Рудниця. Розклад руху потягів доступний тут.